# Southwest Florida International Airport

i7
i11
i13
Der Southwest Florida International Airport (IATA-Code: RSW, ICAO-Code: KRSW) ist ein internationaler Flughafen bei Fort Myers im US-Bundesstaat Florida. Er befindet sich durch den Eigentümer Lee County Port Authority in öffentlichem Besitz.
Aufgrund des auch mit Zweitwohnsitzen dicht besiedelten Hinterlandes hat der ehemalige Regionalflughafen heute mit mehr als 9 Millionen Passagieren pro Jahr einen Platz unter den 50 passagierreichsten US-Flughäfen erreicht.

## Lage und Verkehrsanbindung
Der Southwest Florida International Airport befindet sich 17 Kilometer südöstlich des Stadtzentrums von Fort Myers. Er verfügt über eine Anschlussstelle an der Interstate 75 und der Florida State Road 93, welche auf einer gemeinsamen Trasse verlaufen. Der Southwest Florida International Airport wird durch Busse in den Öffentlichen Personennahverkehr eingebunden, die Route 50 der Nahverkehrsgesellschaft LeeTran fährt ihn regelmäßig an.

## Geschichte
Der Flughafen wurde am 14. Mai 1983 nach knapp zehnjähriger Planung als Regionalflughafen eröffnet. Er trug zu Beginn noch die Bezeichnung Southwest Florida Regional Airport und ersetzte Page Field als Flughafen für die kommerzielle Luftfahrt. Seit dem 14. Mai 1993 trägt er die aktuelle Bezeichnung Southwest Florida International Airport. Am 9. September 2005 wurde ein neues Passagierterminal südlich der Start- und Landebahn eröffnet. Das alte, nördlich der Start- und Landebahn gelegene Terminal wurde anschließend abgerissen.

## Flughafenanlagen

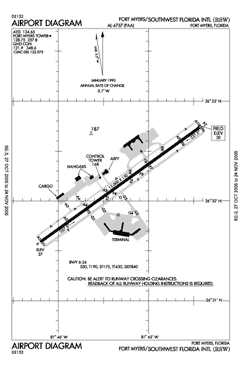
Flughafendiagramm (veraltet)

### Start- und Landebahn
Der Southwest Florida International Airport verfügt über eine  Start- und Landebahn mit der Bezeichnung 06/24. Diese ist 3658 Meter lang, 46 Meter breit und hat einen Asphaltbelag. Langfristig ist die Errichtung einer zweiten, parallelen Start- und Landebahn mit einer Länge von 2774 Metern und einer Breite von 46 Metern auf der anderen Seite des Passagierterminals geplant.

### Terminal
Der Southwest Florida International Airport verfügt über ein Passagierterminal mit drei Concourses. Die Concourses tragen die Bezeichnungen B, C und D und sind mit insgesamt 28 Flugsteigen ausgestattet. Davon befinden sich zehn Flugsteige in Concourse D, in den anderen Concourses befinden sich jeweils neun Flugsteige. An zwei Flugsteigen im Concourse B befinden sich Einrichtungen der United States Customs and Border Protection, sodass internationale Ankünfte ohne Border Preclearance ausschließlich dort abgefertigt werden können. Die Buchstaben A und E sollen erst bei einer Erweiterung des Terminals um neue Concourses vergeben werden.
Der Concourse B mit den Flugsteigen B1 bis B9 wird von Air Canada, Discover Airlines, Frontier Airlines, Southwest Airlines und Sun Country Airlines genutzt. Der Concourse C mit den Flugsteigen C1 bis C9 wird von Delta Air Lines/Delta Connection, United Airlines und Westjet Airlines genutzt. Der Concourse D mit den Flugsteigen D1 bis D10 wird von American Airlines, Jetblue Airways und Spirit Airlines genutzt.

## Fluggesellschaften und Ziele
Am Southwest Florida International Airport bieten 11 verschiedene Fluggesellschaften Direktflüge zu insgesamt 48 Zielen an, allerdings werden zahlreiche Ziele nur saisonal bedient. Direktflüge an die Westküste der USA und Kanadas sind nicht im Angebot.
Bis zur Einstellung der Langstreckenflüge der insolventen Air Berlin im Oktober 2017 wurde dreimal wöchentlich Fort Myers von Düsseldorf aus angeflogen. Seit Mai 2018 führt Eurowings Flüge von Düsseldorf (Dienstag, Donnerstags und Samstags), Köln/Bonn (Freitags) und München (Dienstags und Sonntags) nach Fort Myers durch. Diese wurden jedoch wieder eingestellt.
Seit März 2022 fliegt Discover Airlines bis zu drei Mal wöchentlich von Frankfurt nach Fort Myers.

## Verkehrszahlen
| Verkehrszahlen des Southwest Florida International Airport 1983–2020 | Verkehrszahlen des Southwest Florida International Airport 1983–2020 | Verkehrszahlen des Southwest Florida International Airport 1983–2020 | Verkehrszahlen des Southwest Florida International Airport 1983–2020 |
| Jahr                                                                 | Passagierzahlen                                                      | Luftfracht (Tonnen) (mit Luftpost)                                   | Flugbewegungen (mit Militär)                                         |
| -------------------------------------------------------------------- | -------------------------------------------------------------------- | -------------------------------------------------------------------- | -------------------------------------------------------------------- |
| 2020                                                                 | 5.978.414                                                            | 16.676                                                               | 74.901                                                               |
| 2019                                                                 | 10.225.180                                                           | 16.185                                                               | 85.227                                                               |
| 2018                                                                 | 9.373.178                                                            | 14.730                                                               | 82.418                                                               |
| 2017                                                                 | 8.842.549                                                            | 14.847                                                               | 82.643                                                               |
| 2016                                                                 | 8.604.673                                                            | 14.562                                                               | 79.151                                                               |
| 2015                                                                 | 8.371.801                                                            | 14.941                                                               | 79.359                                                               |
| 2014                                                                 | 7.970.493                                                            | 15.182                                                               | 77.154                                                               |
| 2013                                                                 | 7.637.801                                                            | 14.586                                                               | 80.729                                                               |
| 2012                                                                 | 7.350.625                                                            | 15.345                                                               | 78.992                                                               |
| 2011                                                                 | 7.537.745                                                            | 14.760                                                               | 83.385                                                               |
| 2010                                                                 | 7.514.316                                                            | 15.498                                                               | 83.742                                                               |
| 2009                                                                 | 7.415.958                                                            | 15.268                                                               | 83.120                                                               |
| 2008                                                                 | 7.603.845                                                            | 15.326                                                               | 89.303                                                               |
| 2007                                                                 | 8.049.676                                                            | 17.945                                                               | 92.008                                                               |
| 2006                                                                 | 7.643.217                                                            | 18.492                                                               | 86.170                                                               |
| 2005                                                                 | 7.518.169                                                            | 17.451                                                               | 90.833                                                               |
| 2004                                                                 | 6.736.630                                                            | 14.980                                                               | 86.086                                                               |
| 2003                                                                 | 5.891.668                                                            | 14.204                                                               | 76.614                                                               |
| 2002                                                                 | 5.185.648                                                            | 14.633                                                               | 74.152                                                               |
| 2001                                                                 | 5.277.708                                                            | 14.710                                                               | 75.779                                                               |
| 2000                                                                 | 5.207.212                                                            | 14.368                                                               | 77.042                                                               |
| 1999                                                                 | 4.897.253                                                            | 13.517                                                               | 74.502                                                               |
| 1998                                                                 | 4.667.207                                                            | 12.943                                                               | 69.730                                                               |
| 1997                                                                 | 4.477.865                                                            | 11.635                                                               | 65.994                                                               |
| 1996                                                                 | 4.317.347                                                            | 11.129                                                               | 69.104                                                               |
| 1995                                                                 | 4.098.264                                                            | 8.871                                                                | 69.621                                                               |
| 1994                                                                 | 4.005.067                                                            | 8.651                                                                | 64.327                                                               |
| 1993                                                                 | 3.717.758                                                            | 7.696                                                                | 66.190                                                               |
| 1992                                                                 | 3.472.661                                                            | 6.580                                                                | 62.740                                                               |
| 1991                                                                 | 3.436.520                                                            | 5.982                                                                | 64.641                                                               |
| 1990                                                                 | 3.734.067                                                            | 5.474                                                                | 72.524                                                               |
| 1989                                                                 | 3.231.092                                                            | 3.349                                                                | 57.263                                                               |
| 1988                                                                 | 3.115.124                                                            | 1.970                                                                | 62.041                                                               |
| 1987                                                                 | 2.687.053                                                            | 1.516                                                                | 63.931                                                               |
| 1986                                                                 | 2.129.548                                                            | 1.308                                                                | 50.013                                                               |
| 1985                                                                 | 1.701.969                                                            | 1.348                                                                | 46.352                                                               |
| 1984                                                                 | 1.311.937                                                            | 1.631                                                                | 43.206                                                               |
| 1983                                                                 | 544.636                                                              | 708                                                                  | 25.094                                                               |

### Verkehrsreichste Strecken
| Rang | Flughafen                         | Passagiere | Fluggesellschaft                                |
| ---- | --------------------------------- | ---------- | ----------------------------------------------- |
| 01   | Atlanta, Georgia                  | 254.940    | Delta, Southwest                                |
| 02   | Chicago–O’Hare, Illinois          | 236.120    | American, Frontier, Spirit, United              |
| 03   | Minneapolis/Saint Paul, Minnesota | 212.740    | Delta, Frontier, Southwest, Spirit, Sun Country |
| 04   | Detroit, Michigan                 | 199.500    | Delta, Frontier, Spirit                         |
| 05   | Charlotte, North Carolina         | 172.770    | American                                        |
| 06   | Boston, Massachusetts             | 158.730    | Delta, JetBlue, Spirit                          |
| 07   | Newark, New Jersey                | 149.590    | JetBlue, Spirit, United                         |
| 08   | Baltimore, Maryland               | 133.130    | Southwest, Spirit                               |
| 09   | Philadelphia, Pennsylvania        | 128.340    | American, Frontier, Spirit                      |
| 10   | Chicago–Midway, Illinois          | 122.790    | Southwest                                       |